# 申景禛
申景禛（：／，1575年—1643年），字君受。本貫平山申氏，朝鮮王朝時期武將。
申景禛是壬辰倭亂時期殉國的將領申砬之子。他武科及第後，於1614年被任命為三嘉縣令。
1623年，申景禛與具宏、金瑬、李适、李貴參加仁祖反正，推戴朝鮮仁祖即位。仁祖即位後被任命為工曹參議，錄為靖社功臣第一等。1626年被任命為刑曹判書，此後歷任兵曹判書、工曹判書、訓鍊大將、右議政、左議政、領議政等職。死後諡忠翼。1651年，配享仁祖廟庭。